# 김수경 (한의사)
김수경(1977년 9월 5일 ~ )은 대한민국의 한의사이다. 남편은 개그맨 이윤석이다.

## 학력
- 대구한의대학교

## 경력
- 아침마당 출연